# Пичано
Пичано (итал. Picciano) је насеље у Италији у округу Пескара, региону Абруцо.
Према процени из 2011. у насељу је живело 635 становника. Насеље се налази на надморској висини од 163 м.